# 5.º Congresso Nacional do Kuomintang
O 5º Congresso Nacional do Kuomintang (中國國民黨第五次全國代表大会) foi realizado entre os dias 12 e 23 de Novembro de 1935 em Nanquim, capital da República da China e 120 Membros do Kuomintang participaram do 5º Congresso.

## Membros do Comitê Executivo Central
- Chiang Kai-shek (Eleito pela Assémbleia Nacional)
- Wang Jingwei
- Hu Hanmin
- Dai Jitao
- Yan Xishan
- Feng Yuxiang
- Yu Youren
- Sun Fo
- Wu Tieh-cheng
- Ye Chucang
- He Yingqin
- Zhu Peide
- Zou Lu
- Ju Zheng
- Chen Guofu
- He Chengjun
- Chen Lifu
- Shi Ying
- H. H. Kung
- Ding Weifen
- Zhang Xueliang
- T. V. Soong
- Bai Chongxi
- Liu Zhi
- Gu Zhutong
- Zhu Jiahua
- Yang Jie
- Ma Chao-chun
- Zhang Zhizhong
- Ceng Kuoqing
- He Zhonghan
- Jiang Dingwen
- Fang Juehui
- Chen Jitang
- Huang Musong
- Qian Dajun
- Han Fuju
- He Jian
- Ceng Yangfu
- Liu Luyin
- Chen Cheng
- Zhou Fohai
- Xu Enzeng
- Hong Lanyou
- Yu Ching-tang
- Chen Ce
- Shao Yuanchong
- Chang Tao-fan
- Chen Bulei
- Fang Chih
- Chen Gongbo
- Liang Hancao
- Li Zonghuang
- Liu Jiwen
- Xu Yuanquan
- Pang Gongzhan
- Wang Faqin
- Bai Wenwei
- Wang Luyi
- Zhang Qun
- Liu Weichi
- Wu Xingya
- Ding Chaowu
- Zhao Daiwen
- Jiang Bocheng
- Ku Meng-yu
- Gan Naiguang
- Chen Jicheng
- Xiao Jishan
- Wang Yizhe
- Li Wenfan
- Chang Li-sheng
- Zhong Bomin
- Wang Bailing
- Miao Peicheng
- Liu Jianqun
- Gu Zhenggang
- Mei Gongren
- Yu Hanmou
- Zheng Zhannan
- Wang Shufang
- Zhu Shaoliang
- Li Yizhong
- Gu Zhenglun
- Fu Zuoyi
- Wu Zhongxin
- Wang Qi
- Huang Xuchu
- Dai Kuisheng
- Yu Xuezhong
- Chen Zhaoying
- Zhang Chong
- Xiao Tongzi
- Zhou Qigang
- Masud Sabri
- Wei Lihuang
- Hong Ludong
- Jiao Yitang
- Li Shengda
- Tian Kunshan
- Liu Xiang
- Chen Shaokuan
- Chen Yi
- Peng Xeupei
- Mao Zuquan
- Shen Honglie
- Xiong Shihui
- Xia Douyin
- Lu Zhonglin
- Wang Boqun
- Xu Kan
- Fu Bingchang
- Le Jingtao
- Li Yangjing
- Tang Youren
- Wang Quansheng
- Miao Peinan
- Wang Jun
- Luosang Jianzan

## Resultados
Dozes artigos sobre regras para os membros do Kuomintang foram adotados e uma nrevisão do rascunho da constituição da República da China foi solicitada.